# Ligne 56A du tramway de Budapest
La ligne 56A du tramway de Budapest (en hongrois : budapesti 56A jelzésű villamosvonal) circule entre Hűvösvölgy et Móricz Zsigmond körtér.

## Tracé et stations

### Liste des stations
|  |   |  | Station                    | Correspondances                                                                                       | Arrondissement    | Quartier                    | Desserte |
|  | - |  | -------------------------- | --- | ----------------- | --------------------------- | --- |
|  | • |  | Hűvösvölgy                 | 56 59B 61 29 57 63 64 64A 157 157A 164 257 264                                                        | 2e arr.           | Hűvösvölgy                  | Gare de Hűvösvölgy, Gyermekvasút |
|  | • |  | Heinrich István utca       | 56 59B 61                                                                                             | 2e arr.           | Hűvösvölgy                  | Ördög-árok |
|  | • |  | Völgy utca                 | 56 59B 61                                                                                             | 2e arr.           | Hűvösvölgy                  | |
|  | • |  | Vadaskerti utca            | 56 59B 61                                                                                             | 2e arr.           | Lipótmező                   | Institut psychiatrique de Lipótmező |
|  | • |  | Nagyhíd                    | 56 59B 61                                                                                             | 2e arr.           | Pasarét                     | Pavillon de chasse de Nyék |
|  | • |  | Zuhatag sor                | 56 59B 61                                                                                             | 2e arr.           | Pasarét                     | |
|  | • |  | Kelemen László utca        | 56 59B 61 29 129                                                                                      | 2e arr.           | Szépilona / Pasarét         | Église paroissiale Saint-Antoine-de-Padoue |
|  | • |  | Akadémia                   | 56 59B 61 129                                                                                         | 2e arr.           | Szépilona / Pasarét         | |
|  | • |  | Budagyöngye                | 56 59B 61 22 22A 129 222 291                                                                          | 12e arr. 2e arr.  | Virányos / Pasarét          | |
|  | • |  | Nagyajtai utca             | 56 59B 61 91 129                                                                                      | 12e arr. 2e arr.  | Virányos / Pasarét          | |
|  | o |  | Szent János Kórház         | 56 59 59B 60 61 22 22A 91 128 129 155 156 222                                                         | 12e arr. 2e arr.  | Krisztinaváros / Pasarét    | |
|  | • |  | Városmajor                 | 56 59 59B 60 61 5 22 22A 91 155 156 222                                                               | 12e arr. 2e arr.  | Krisztinaváros / Országút   | Városmajor |
|  | • |  | Nyúl utca                  | 56 59 59B 61 5 91 155 156                                                                             | 12e arr. 2e arr.  | Krisztinaváros / Országút   | Városmajor |
|  | o |  | Széll Kálmán tér M         | 4 6 17 56 59 59A 59B 61 5 16 16A 21 21A 22 22A 39 91 102 116 128 129 139 140 140A 142 149 155 156 222 | 1er arr. 2e arr.  | Víziváros / Országút        | Széll Kálmán tér, Porte de Vienne, Palais de la Poste                                                                                            |
|  | o |  | Déli pályaudvar M Gare MÁV | 17 56 59 59A 59B 61 21 21A 39 102 139 140 140A 142                                                    | 1er arr. 12e arr. | Krisztinaváros              | |
|  | • |  | Mikó utca                  | 56 5                                                                                                  | 1er arr.          | Krisztinaváros              | |
|  | • |  | Krisztina tér              | 56 16 16B 105 178                                                                                     | 1er arr.          | Krisztinaváros              | Tunnel du Château de Buda, Église paroissiale Notre-Dame-des-Neiges de Krisztinaváros                                                            |
|  | • |  | Dózsa György tér           | 56 5 16 16B 178                                                                                       | 1er arr.          | Tabán                       | Palais de Budavár |
|  | • |  | Döbrentei tér              | 56 5 8E 108E 110 112 178                                                                              | 1er arr.          | Tabán                       | Église Sainte-Catherine-d'Alexandrie de Tabán, Musée Semmelweis sur l'histoire de la médecine                                                    |
|  | o |  | Rudas Gyógyfürdő           | 19 41 56 7                                                                                            | 1er arr.          | Tabán                       | Statue de Gérard de Csanád, Gellért-hegy, Thermes Rudas, Thermes Rác                                                                             |
|  | o |  | Szent Gellért tér M        | 19 41 47 47B 48 49 56 7 133E                                                                          | 11e arr.          | Szentimreváros / Lágymányos | Szent Gellért tér, Hôtel Gellért, Thermes Gellért, Église troglodyte Notre-Dame-des-Hongrois, Université polytechnique et économique de Budapest |
|  | • |  | Gárdonyi tér               | 19 41 47 47B 48 49 56                                                                                 | 11e arr.          | Szentimreváros / Lágymányos | |
|  | o |  | Móricz Zsigmond körtér M   | 6 17 19 41 47 47B 48 49 56 61 7 27 33 114 213 214 240                                                 | 11e arr.          | Szentimreváros / Lágymányos | |